# Diabolical Masquerade
Diabolical Masquerade foi uma banda de black metal sinfônico da Suécia, formada em 1993 em Estocolmo. Era um projeto de Anders Nyström (conhecido por Blackheim), o guitarrista da banda Katatonia.

## História
Inicialmente a banda era composta por uma só pessoa. Toda a música era escrita pelo guitarrista da banda Katatonia, que pretendia escrever música mais extrema, enquanto Katatonia estava a explorar novas sonoridades. A sonoridade da banda passava pelo black metal melódico, o metal avante-garde, o death metal e ainda influências do thrash metal. Blakkheim queria explorar a estrutura das músicas, os temas e a composição.
O seu trabalho foi reconhecido no quarto álbum de estúdio, Death's Design, lançado em 2001.
Este disco foi concebido como a banda sonora de um filme sueco que não chegou a ser gravado, com umas incríveis 61 faixas, divididas em 20 movimentos, cada um único. O álbum era muito mais extremo do que os lançados por Katatonia, tendo mesmo uma maior diversidade de influências, desde o rock progressivo e o metal progressivo.
No início de Setembro de 2004, foi anunciado que Blakkheim pôs o projeto de lado após não encontrar a inspiração suficiente, enquanto trabalha no quinto álbum de estúdio.

## Membros
- Anders Nyström – Baixo, guitarra, teclados, vocal
- Dan Swanö – Vocal de apoio, bateria, teclados

## Discografia

### Álbuns de estúdio
- 1995 - Ravendusk in My Heart
- 1997 - The Phantom Lodge
- 1998 - Nightwork
- 2001 - Death's Design